# Tabiang (Beru)
Tabiang ist ein Ort im südlichen Teil des pazifischen Archipels der Gilbertinseln nahe dem Äquator im Staat Kiribati mit einer Landfläche von 0,89 km². 2020 wurden 471 Einwohner gezählt.

## Geographie
Tabiang liegt im Norden der Insel Beru an deren Lagune. Der Kariraia Causeway verbindet den Ort mit dem Bootslandeplatz an der Westspitze der Insel, der über einen künstlichen Kanal Zugang zum Meer bietet. Im Ort gibt es das Tabiang Maneaba, ein traditionelles Versammlungshaus.

## Klima
Das Klima ist tropisch heiß, wird jedoch von ständig wehenden Winden gemäßigt. Ebenso wie die anderen Orte der südlichen Gilbertinseln wird Tabiang gelegentlich von Zyklonen heimgesucht.